# Sene (distrikt)
Sene är ett distrikt i Ghana.   Det ligger i regionen Brong-Ahaforegionen, i den centrala delen av landet, 230 km norr om huvudstaden Accra. Antalet invånare är 118 810. Arean är 6,7 kvadratkilometer.
Terrängen i Sene är platt.